# Senik (Suva Reka)
Pour les articles homonymes, voir Senik (homonymie).
Senik en albanais et Senik en serbe latin (en serbe cyrillique : Сеник) est une localité du Kosovo située dans la commune/municipalité de Theranda/Suva Reka et dans le district de Prizren/Prizren. Selon le recensement de 2011, elle compte 1 371 habitants, dont une majorité d'Albanais.
Selon le découpage administratif du Kosovo, qui n'est pas reconnu par la Serbie, la localité fait partie de la municipalité de Malishevë/Mališevo.

## Démographie

### Évolution historique de la population dans la localité
| 1948 | 1953 | 1961 | 1971 | 1981 | 1991  | 2011  |
| ---- | ---- | ---- | ---- | ---- | ----- | ----- |
| 314  | 354  | 452  | 647  | 880  | 1 153 | 1 371 |

|  |